# Anadenanthera peregrina
Anadenanthera peregrina é uma espécie de leguminosa do gênero Anadenanthera, pertencente à família Fabaceae. No Brasil, é conhecida como angico (nome que compartilha com Anadenanthera colubrina) ou angico-vermelho (compartilhado com Anadenanthera macrocarpa), entre outros. Porém, recentemente, o nome yopo, de origem ameríndia de países hispano-americanos, tem ganho popularidade internacional. Por vezes, é chamada de paricá, assim como a A. colubrina, embora esse nome seja mais apropriado para outra árvore distante delas, Schizolobium amazonicum.

## Espécies próximas
Esta planta é muito semelhante à Anadenanthera colubrina,, também chamado de angico, e ainda de angico-branco ou cebil. O último, normalmente, refere-se especificamente a Anadenanthera colubrina var. cebil. As sementes de A. colubrina tem bioquímica similar às de A. peregrina, com bufotenina sendo o constituinte principal.